# Jednostka regionalna Eubea
Jednostka regionalna Eubea (gr. Περιφερειακή ενότητα Εύβοιας) – jednostka administracyjna Grecji w regionie Grecja Środkowa. Powołana do życia 1 stycznia 2011 w wyniku przyjęcia nowego podziału administracyjnego kraju. W 2021 roku liczyła 207 tys. mieszkańców.
W skład jednostki wchodzą gminy:
- Chalkida (1),
- Dirfis-Mesapia (2),
- Eretria (3),
- Istiea-Edipsos (4),
- Karistos (5),
- Kimi-Aliweri (6),
- Mandudi-Limni-Ajia Ana (7),
- Skiros (8).

## Zobacz też

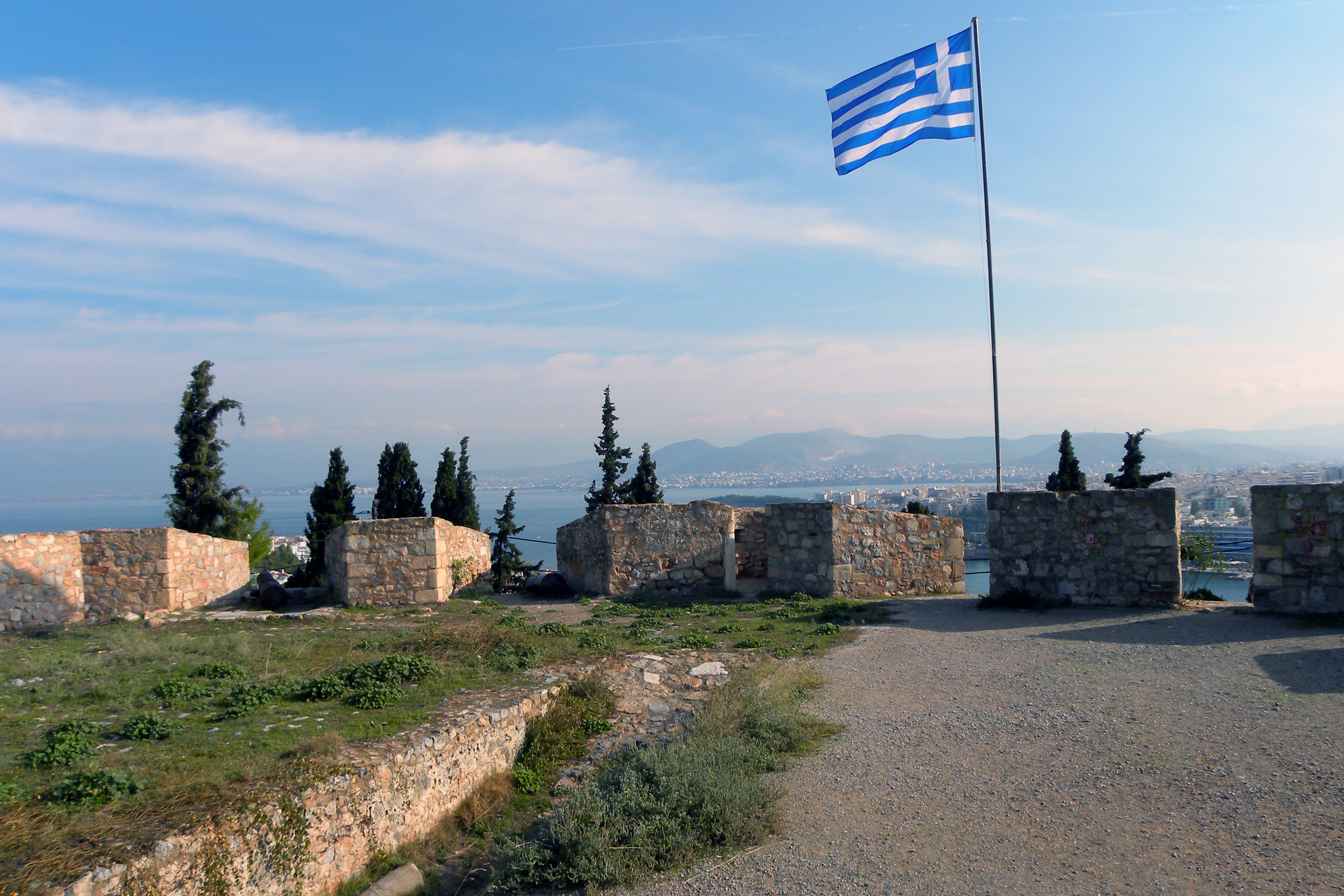
Widok z zamku Karababa na położoną po drugiej stronie Cieśniny Ewripos wyspę Eubeę i leżącą na niej Chalkidę